# 로버트 오스본

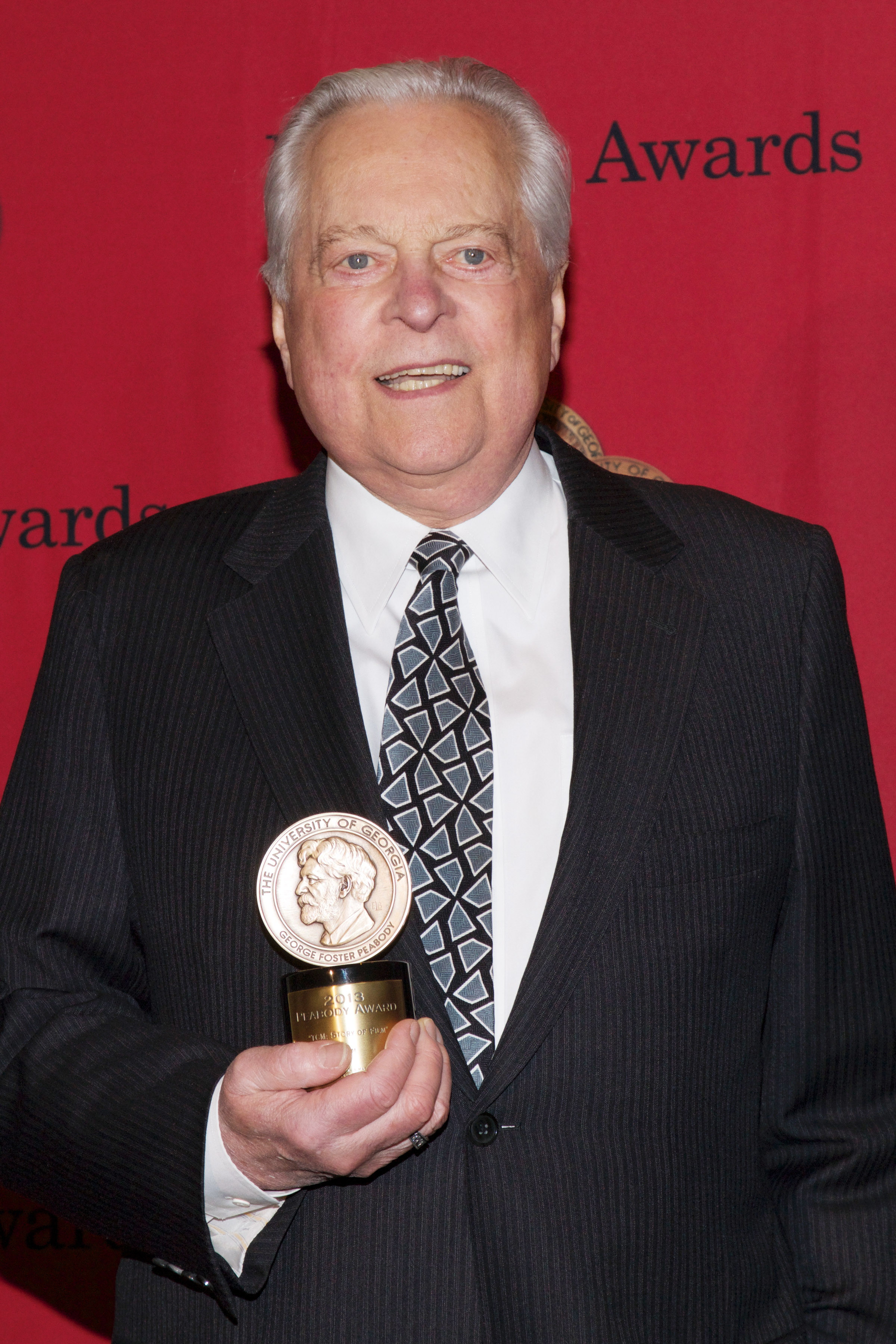

로버트 오스본(Robert Osborne, 본명: 로버트 졸린 오스본/Robert Jolin Osborne, 1932년 5월 3일 ~ 2016년 3월 6일)은 미국의 영화 역사가, 텔레비전 사회자, 저자, 배우이다. 터너 클래식 무비(TCM) 케이블 채널에서 20년 넘게 주요 사회자를 맡았다.

## 즐겨 보는 영화
- 젊은이의 양지 (1951년 영화)
- 이브의 모든 것 (영화)
- 제3의 사나이
- 선셋 대로 (영화)
- 사랑은 비를 타고
- 레베카 (1940년 영화)
- 마음의 행로
- 붉은 강
- 역마차 (영화)
- 면도날 (영화)
- 이것이 스파이널 탭이다

## 참여 작품
- 싸이코 (1960년 영화)
- 스파르타쿠스 (영화)
- 미국 영화 연구소
- 언브레이커블 키미 슈미트